# Isla Quintano
Isla Quintano är en ö i Argentina.   Den ligger i provinsen Chubut, i den södra delen av landet, 1 400 km sydväst om huvudstaden Buenos Aires. Arean är 0,14 kvadratkilometer.
Terrängen på Isla Quintano är mycket platt. Öns högsta punkt är 15 meter över havet.